# Biathlon ai XXII Giochi olimpici invernali - Staffetta 4x7,5 km maschile
La staffetta maschile di biathlon ai XXII Giochi olimpici invernali si è disputata il 22 febbraio 2014,  sul comprensorio sciistico Laura, nella località di Krasnaja Poljana.
La nazionale russa (Aleksej Volkov, Evgenij Ustjugov, Dmitrij Malyško e Anton Šipulin) ha vinto la medaglia d'oro davanti a quella tedesca (Erik Lesser, Daniel Böhm, Arnd Peiffer e Simon Schempp), argento, e a quella austriaca (Christoph Sumann, Daniel Mesotitsch, Simon Eder e Dominik Landertinger), bronzo.
Campione olimpico uscente era il quartetto norvegese composto da Halvard Hanevold, Tarjei Bø, Emil Hegle Svendsen e Ole Einar Bjørndalen che aveva conquistato l'oro nella precedente edizione di Vancouver 2010 sopravanzando nell'ordine la squadra austriaca formata da Simon Eder, Daniel Mesotitsch, Dominik Landertinger e Christoph Sumann, e quella russa costituito da Ivan Čerezov, Anton Šipulin, Maksim Čudov ed Evgenij Ustjugov; gli stessi norvegesi Bø, Svendsen e Bjørndalen, insieme a Henrik L'Abée-Lund, erano i detentori del titolo iridato di Nové Město na Moravě 2013.

## Classifica di gara
| Pos.    | N° | Nazione                                                                          | Tempo                                     | Errori (P+S)                            | Distacco |
| ------- | -- | -------------------------------------------------------------------------------- | ----------------------------------------- | --------------------------------------- | -------- |
| Oro     | 4  | Russia Aleksej Volkov Evgenij Ustjugov Dmitrij Malyško Anton Šipulin             | 1h12'15"9 17'19"5 18'15"9 18'04"8 18'35"7 | 0+4 0+4 0+1 0+1 0+1 0+2 0+0 0+1 0+2 0+0 | —        |
| Argento | 1  | Germania Erik Lesser Daniel Böhm Arnd Peiffer Simon Schempp                      | 1h12'19"4 17'13"7 18'17"4 17'54"5 18'53"8 | 0+1 0+1 0+0 0+0 0+0 0+1 0+0 0+0 0+1 0+0 | +3"5     |
| Bronzo  | 3  | Austria Christoph Sumann Daniel Mesotitsch Simon Eder Dominik Landertinger       | 1h12'45"7 17'26"7 18'11"4 18'04"1 19'03"5 | 0+4 0+3 0+1 0+0 0+2 0+0 0+0 0+2 0+1 0+1 | +29"8    |
| 4       | 5  | Norvegia Tarjei Bø Johannes Thingnes Bø Ole Einar Bjørndalen Emil Hegle Svendsen | 1h13'10"3 17'03"4 18'07"6 18'12"6 19'46"7 | 0+2 1+3 0+0 0+0 0+1 0+0 0+0 0+0 0+1 1+3 | +54"4    |
| 5       | 16 | Italia Christian De Lorenzi Dominik Windisch Markus Windisch Lukas Hofer         | 1h13'15"5 17'36"0 18'01"4 18'54"2 18'43"9 | 0+4 0+7 0+0 0+2 0+2 0+1 0+2 0+2 0+0 0+2 | +59"6    |
| 6       | 9  | Slovenia Peter Dokl Jakov Fak Klemen Bauer Janez Marič                           | 1h13'43"1 18'04"4 17'33"3 18'03"9 20'01"5 | 0+1 0+4 0+0 0+0 0+1 0+1 0+0 0+3         | +1'27"2  |
| 7       | 12 | Canada Jean-Philippe Le Guellec Scott Perras Brendan Green Nathan Smith          | 1h13'46"2 17'47"2 18'04"3 18'24"4 19'30"3 | 0+4 1+6 0+0 1+3 0+1 0+0 0+1 0+1 0+2 0+2 | +1'30"3  |
| 8       | 6  | Francia Alexis Bœuf Jean-Guillaume Béatrix Simon Desthieux Martin Fourcade       | 1h13'46"4 17'35"4 18'13"0 18'42"9 19'15"1 | 0+3 0+4 0+0 0+0 0+1 0+2 0+0 0+2 0+2 0+0 | +1'30"5  |
| 9       | 10 | Ucraina Dmytro Pidručnyj Andrij Deryzemlja Artem Pryma Serhij Semenov            | 1h14'21"1 17'35"4 18'17"4 18'59"9 19'28"4 | 0+6 0+1 0+2 0+0 0+2 0+1 0+1 0+0         | +2'05"2  |
| 10      | 2  | Svezia Tobias Arwidson Björn Ferry Fredrik Lindström Carl Johan Bergman          | 1h14'32"0 18'02"6 18'18"2 18'52"9 19'18"3 | 0+4 0+1 0+0 0+0 0+3 0+0 0+1 0+1         | +2'16"1  |
| 11      | 7  | Rep. Ceca Michal Krčmář Jaroslav Soukup Tomáš Krupčík Ondřej Moravec             | 1h15'11"9 17'37"1 18'14"8 19'54"3 19'25"7 | 0+3 0+2 0+0 0+0 0+1 0+1 0+2 0+1 0+0 0+0 | +2'56"0  |
| 12      | 11 | Slovacchia Pavol Hurajt Tomáš Hasilla Miroslav Matiaško Matej Kazár              | 1h15'23"8 17'33"4 18'37"8 19'21"0 19'51"6 | 0+3 1+6 0+0 0+0 0+0 0+2 0+1 0+1 0+2 1+3 | +3'07"9  |
| 13      | 17 | Bielorussia Sjarhej Novikaŭ Uladzimir Čapelin Juryj Ljadaŭ Jaŭhen Abramenka      | 1h16'02"3 18'21"3 18'52"2 19'01"8 19'47"0 | 0+1 0+4 0+0 0+1 0+1 0+0 0+0 0+1 0+0 0+2 | +3'46"4  |
| 14      | 8  | Svizzera Claudio Böckli Ivan Joller Serafin Wiestner Benjamin Weger              | 1h16'15"8 18'28"3 19'11"6 18'50"0 19'45"9 | 0+3 0+7 0+0 0+3 0+3 0+0 0+1 0+1         | +3'59"9  |
| 15      | 13 | Bulgaria Michail Klečerov Ivan Zlatev Vladimir Iliev Krasimir Anev               | 1h17'38"4 18'25"9 20'40"4 19'14"9 19'17"2 | 0+3 2+5 0+0 0+1 0+1 2+3 0+2 0+1 0+0 0+0 | +5'22"5  |
| 16      | 18 | Stati Uniti Lowell Bailey Russell Currier Sean Doherty Leif Nordgren             | 1h17'39"1 17'20"7 20'11"3 19'37"3 20'29"8 | 3+8 0+4 0+0 0+0 3+3 0+2 0+3 0+0 0+2 0+2 | +5'23"2  |
| 17      | 14 | Estonia Daniil Steptšenko Kalev Ermits Kauri Kõiv Roland Lessing                 | a 1 giro 18'05"5 20'08"4 19'31"2 a 1 giro | 2+7 1+5 0+1 0+0 0+0 1+3 1+3 0+0 1+3 0+2 |          |
| 18      | 15 | Kazakistan Anton Pantov Sergey Nawmïk Aleksandr Trïfonov Dïas Keneşev            | a 1 giro 18'13"3 19'18"0 20'02"4 a 1 giro | 0+4 0+6 0+0 0+3 0+3 0+1 0+0 0+0 0+1 0+2 |          |
| 19      | 19 | Polonia Krzysztof Pływaczyk Łukasz Szczurek Łukasz Słonina Rafał Lepel           | a 1 giro 17'53"7 21'29"1 20'57"5 a 1 giro | 1+7 1+5 0+0 0+0 1+3 1+3 0+2 0+0 0+2 0+2 |          |

Data: Sabato 22 febbraio 2014

Ora locale: 18:30

Pista: Laura 

Legenda:
- DNS = non partiti (did not start)
- DNF = prova non completata (did not finish)
- DSQ = squalificati (disqualified)
- Pos. = posizione
- P = a terra
- S = in piedi